# Lista de prefeitos de Marília
Esta é a lista de prefeitos e vice-prefeitos do município de Marília, estado brasileiro de São Paulo.
| Nº | Nome                                                           |                                              | Partido                        | Vice-prefeito                               | Início do mandato        | Fim do mandato                                                                        | Observações                                             |
| 1  | Durval de Menezes                                              |                                              | PRP                            | —                                           | 27 de março de 1929      | 25 de outubro de 1930                                                                 | Intendente nomeado por Júlio Prestes                    |
| 2  | Paulino Botelho Vieira                                         |                                              | PRP                            | —                                           | 27 de outubro de 1930    | 24 de novembro de 1930                                                                | Prefeito nomeado por Heitor Penteado                    |
| 3  | Sotero de Camargo Barbosa                                      |                                              | PP                             | —                                           | 24 de novembro de 1930   | 25 de novembro de 1930                                                                | Prefeito nomeado por Plínio Barreto                     |
| 4  | Tenente Hely Fernandes Câmara                                  |                                              | PRP                            | —                                           | 25 de novembro de 1930   | 7 de julho de 1931                                                                    | Prefeito nomeado por João Alberto de Barros             |
| 5  | Capitão Durval de Castro e Silva                               |                                              | PRP                            | —                                           | 8 de julho de 1931       | 2 de janeiro de 1932                                                                  | Prefeito nomeado por Laudo de Camargo                   |
| 6  | Tenente Hely Fernandes Câmara                                  |                                              | PP                             | —                                           | 3 de janeiro de 1932     | 12 de fevereiro de 1932                                                               | Prefeito nomeado por Pedro de Toledo                    |
| 7  | Capitão José da Silva Nogueira                                 |                                              | PRP                            | —                                           | 15 de fevereiro de 1932  | 7 de junho de 1932                                                                    | Prefeito nomeado por Pedro de Toledo                    |
| 8  | Eurípedes Soares da Rocha                                      |                                              | PRP                            | —                                           | 13 de junho de 1932      | 6 de outubro de 1932                                                                  | Prefeito nomeado por Pedro de Toledo                    |
| 9  | José Coriolano de Carvalho e Silva                             |                                              | PRP                            | —                                           | 6 de outubro de 1932     | 10 de julho de 1933                                                                   | Prefeito nomeado por Valdomiro de Lima                  |
| 10 | Theodoto Nogueira                                              |                                              | PRP                            | —                                           | 15 de julho de 1933      | 2 de outubro de 1933                                                                  | Prefeito nomeado por Manuel Daltro                      |
| 11 | João Neves de Camargo                                          |                                              | PRP                            | —                                           | 7 de outubro de 1933     | 25 de fevereiro de 1936                                                               | Prefeito nomeado por Armando Salles                     |
| 12 | José Alfredo de Almeida                                        |                                              | PRP                            | —                                           | 26 de fevereiro de 1936  | 5 de maio de 1936                                                                     | Prefeito interino nomeador por Armando Salles           |
| 13 | João Neves de Camargo                                          |                                              | PCP                            | —                                           | 6 de maio de 1936        | 26 de abril de 1938                                                                   | Prefeito eleito indiretamente pela Câmara de Vereadores |
| —  | José Baptista de Almeida Sobrinho                              |                                              | UDB                            | —                                           | 26 de abril de 1938      | 17 de maio de 1938                                                                    | Prefeito interino, assumiu como Presidente da Câmara    |
| 14 | Aristóteles Ananias Maurício Garcia                            |                                              | PSP                            | —                                           | 18 de maio de 1938       | 21 de março de 1939                                                                   | Prefeito nomeado por Adhemar de Barros                  |
| —  | Lucílio Coelho de Oliveira                                     |                                              | PL                             | —                                           | 21 de março de 1939      | 24 de abril de 1939                                                                   | Prefeito interino, assumiu como Presidente da Câmara    |
| 15 | Nelson de Carvalho                                             |                                              | PL                             | —                                           | 25 de abril de 1939      | 24 de maio de 1943                                                                    | Prefeito nomeado por Adhemar de Barros                  |
| —  | João Valverde                                                  |                                              | PTN                            | —                                           | 24 de maio de 1943       | 11 de junho de 1943                                                                   | Prefeito interino, assumiu como Presidente da Câmara    |
| 16 | João Neves de Camargo                                          |                                              | PSD                            | —                                           | 12 de junho de 1943      | 23 de fevereiro de 1947                                                               | Prefeito nomeado por Fernando Costa                     |
| —  | José Baptista de Almeida Sobrinho                              |                                              | PDC                            | —                                           | 24 de fevereiro de 1947  | 20 de abril de 1947                                                                   | Prefeito interino, assumiu como Presidente da Câmara    |
| —  | Ademar de Toledo                                               |                                              | PSD                            | —                                           | 21 de abril de 1947      | 31 de dezembro de 1947                                                                | Prefeito interino                                       |
| 17 | Miguel Argolo Ferrão                                           |                                              | UDN                            | —                                           | 1.º de janeiro de 1948   | 31 de dezembro de 1952                                                                | Prefeito eleito em sufrágio universal                   |
| 18 | Adorcínio de Oliveira Lyrio                                    |                                              | PTB                            | Simão Andrade Ribeiro (PSD)                 | 1.º de janeiro de 1952   | 31 de dezembro de 1955                                                                | Prefeito e vice eleitos em sufrágio universal           |
| 19 | Miguel Argolo Ferrão                                           |                                              | UDN                            | Octávio Barreto Prado                       | 1.º de janeiro de 1956   | 31 de dezembro de 1959                                                                | Prefeito e vice eleitos em sufrágio universal           |
| 20 | Octávio Barreto Prado (Santos, 21.11.1921–Marília, 07.08.1978) |                                              | PSP                            |                                             | 1.º de janeiro de 1960   | 31 de dezembro de 1964                                                                | Prefeito eleito em sufrágio universal                   |
| 21 | Armando Biava                                                  |                                              | PDC                            | Octávio Simonaio                            | 1.º de janeiro de 1964   | 31 de janeiro de 1969                                                                 | Prefeito e vice eleitos em sufrágio universal           |
| 22 | Octávio Barreto Prado                                          |                                              | ARENA                          |                                             | 1.º de fevereiro de 1969 | 31 de janeiro de 1973                                                                 | Prefeito eleito em sufrágio universal                   |
| 23 | Pedro Rojo Lozano Sola                                         |                                              | ARENA                          |                                             | 1.º de fevereiro de 1973 | 31 de janeiro de 1977                                                                 | Prefeito eleito em sufrágio universal                   |
| 24 | Theobaldo de Oliveira Lyrio                                    |                                              | ARENA                          |                                             | 1.º de fevereiro de 1977 | 31 de janeiro de 1983                                                                 | Prefeito eleito em sufrágio universal                   |
| 25 | Abelardo Camarinha                                             |                                              | PMDB                           | Armando Biava                               | 1.º de fevereiro de 1983 | 31 de dezembro de 1988                                                                | Prefeito e vice eleitos em sufrágio universal           |
| 26 | Domingos Alcalde                                               |                                              | PMDB                           | Herval Rosa Seabra                          | 1.º de janeiro de 1989   | 31 de dezembro de 1992                                                                | Prefeito e vice eleitos em sufrágio universal           |
| 27 | José Salomão Aukar (Muzambinho, 15.01.1931–15.10.2019)         |                                              | PDS                            | Jô Fabiano                                  | 1.º de janeiro de 1993   | 31 de dezembro de 1996                                                                | Prefeito e vice eleitos em sufrágio universal           |
| 28 | Abelardo Camarinha                                             |                                              | PMDB                           | Dr Adolpho Menezes de Mello (PV)            | 1.º de janeiro de 1997   | 31 de dezembro de 2000                                                                | Prefeito eleito em sufrágio universal                   |
| 28 | Abelardo Camarinha                                             | Mário Bulgarelli                             | PMDB                           | 1.º de janeiro de 2001                      | 31 de dezembro de 2004   | Prefeito reeleito e vice eleito em sufrágio universal                                 |                                                         |
| 29 | Mário Bulgarelli                                               |                                              | PSDB                           | Luiz Eduardo Nardi (PPS)                    | 1.º de janeiro de 2005   | 31 de dezembro de 2008                                                                | Prefeito e vice eleitos em sufrágio universal           |
| 29 | Mário Bulgarelli                                               | PDT                                          | José Ticiano Dias Tóffoli (PT) | 1.º de janeiro de 2009                      | 4 de março de 2012       | Prefeito reeleito e vice eleito em sufrágio universal cujo titular renunciou ao cargo |                                                         |
| 30 | José Ticiano Dias Tóffoli                                      |                                              | PT                             | —                                           | 5 de março de 2012       | 31 de dezembro de 2012                                                                | Vice-prefeito, assume em virtude de renúncia do titular |
| 31 | Vinícius Almeida Camarinha                                     |                                              | PSB                            | Sérgio Lopes Sobrinho, Sérgio da ACIM (PSC) | 1.º de janeiro de 2013   | 31 de dezembro de 2016                                                                | Prefeito e vice eleitos em sufrágio universal           |
| 32 | Daniel Alonso                                                  |                                              | PSDB/PL                        | Antonio Augusto Ambrósio, Tato (PMDB)       | 1.º de janeiro de 2017   | 31 de dezembro de 2020                                                                | Prefeito e vice eleitos em sufrágio universal           |
| 32 | Daniel Alonso                                                  | Cícero Carlos Da Silva, Cícero do Ceasa (PL) | PSDB/PL                        | 1.º de janeiro de 2021                      | 31 de dezembro de 2024   | Prefeito reeleito e vice eleito em sufrágio universal                                 |                                                         |
| 33 | Vinícius Almeida Camarinha                                     |                                              | PSDB                           | Rogerio Alexandre da Graça, Rogerinho (PP)  | 1⁰ de janeiro de 2025    | Atual                                                                                 | Prefeito e vice eleitos em sufrágio universal           |